# Nepotilla fenestrata
Nepotilla fenestrata é uma espécie de gastrópode do gênero Nepotilla, pertencente a família Raphitomidae.